# 듀렉 베렛
듀렉 베렛(Durek Verrett, 1974년 11월 17일 ~ )은 그는 미국의 사업가, 대안치료사, 자칭 무속인이자 작가이다. 그는 여러 음모론을 주장하며 노르웨이 언론과 다른 비평가들로부터 사기꾼으로 특징지어진다. 그는 노르웨이 공주 메르타 루이세와 2024년 결혼했다.